# Општина Тулансинго де Браво (Идалго)
Тулансинго де Браво (шп. Tulancingo de Bravo) општина је у Мексику у савезној држави Идалго. Општина се налази на надморској висини од 2157 м.

## Становништво
Према подацима из 2010. у општини је живело 151584 становника.

### Хронологија
| Година       | 2000                   | 2005                   | 2010                   |
| ------------ | ---------------------- | ---------------------- | ---------------------- |
| Становништво | 122274 (57351 / 64923) | 129935 (60571 / 69364) | 151584 (71287 / 80297) |

### Попис
| \| \| м \| \| \| ж \| \| 0—2 \| 4.229 \| \| \| 4.058 \| \| 3—5 \| 4.698 \| \| \| 4.530 \| \| 6—11 \| 9.176 \| \| \| 8.778 \| \| 12—14 \| 4.116 \| \| \| 4.160 \| \| 15—17 \| 4.482 \| \| \| 4.491 \| \| 18—24 \| 9.136 \| \| \| 10.700 \| \| 60+ \| 5.150 \| \| \| 6.845 \| \| Просек : \| 28,1 \| \| \| 29,9 \| |       |  |  |        |
| |       |  |  |        |
| | м     |  |  | ж      |
| 0—2 | 4.229 |  |  | 4.058  |
| 3—5 | 4.698 |  |  | 4.530  |
| 6—11 | 9.176 |  |  | 8.778  |
| 12—14 | 4.116 |  |  | 4.160  |
| 15—17 | 4.482 |  |  | 4.491  |
| 18—24 | 9.136 |  |  | 10.700 |
| 60+ | 5.150 |  |  | 6.845  |
| Просек : | 28,1  |  |  | 29,9   |

| #   | Индикатор                                                                                        | Вредност |
| --- | ------------------------------------------------------------------------------------------------ | -------- |
| 1   | Становништво од 0 до 2 године                                                                    | 8287     |
| 2   | Мушко становништво од 0 до 2 године                                                              | 4229     |
| 3   | Женско становништво од 0 до 2 године                                                             | 4058     |
| 4   | Становништво са 3 и више година                                                                  | 141396   |
| 5   | Мушко становништво са 3 и више година                                                            | 66107    |
| 6   | Женско становништво са 3 и више година                                                           | 75289    |
| 7   | Становништво са 5 и више година                                                                  | 135262   |
| 8   | Мушко становништво са 5 и више година                                                            | 62987    |
| 9   | Женско становништво са 5 и више година                                                           | 72275    |
| 10  | Становништво са 12 и више година                                                                 | 114214   |
| 11  | Мушко становништво са 12 и више година                                                           | 52233    |
| 12  | Женско становништво са 12 и више година                                                          | 61981    |
| 13  | Становништво са 15 и више година                                                                 | 105938   |
| 14  | Мушко становништво са 15 и више година                                                           | 48117    |
| 15  | Женско становништво са 15 и више година                                                          | 57821    |
| 16  | Становништво са 18 и више година                                                                 | 96965    |
| 17  | Мушко становништво са 18 и више година                                                           | 43635    |
| 18  | Женско становништво са 18 и више година                                                          | 53330    |
| 19  | Становништво од 3 до 5 година                                                                    | 9228     |
| 20  | Мушко становништво од 3 до 5 година                                                              | 4698     |
| 21  | Женско становништво од 3 до 5 година                                                             | 4530     |
| 22  | Становништво од 6 до 11 година                                                                   | 17954    |
| 23  | Мушко становништво од 6 до 11 година                                                             | 9176     |
| 24  | Женско становништво од 6 до 11 година                                                            | 8778     |
| 25  | Становништво од 8 до 14 година                                                                   | 20069    |
| 26  | Мушко становништво од 8 до 14 година                                                             | 10169    |
| 27  | Женско становништво од 8 до 14 година                                                            | 9900     |
| 28  | Становништво од 12 до 14 година                                                                  | 8276     |
| 29  | Мушко становништво од 12 до 14 година                                                            | 4116     |
| 30  | Женско становништво од 12 до 14 година                                                           | 4160     |
| 31  | Становништво од 15 до 17 година                                                                  | 8973     |
| 32  | Мушко становништво од 15 до 17 година                                                            | 4482     |
| 33  | Женско становништво од 15 до 17 година                                                           | 4491     |
| 34  | Становништво од 18 до 24 године                                                                  | 19836    |
| 35  | Мушко становништво од 18 до 24 године                                                            | 9136     |
| 36  | Женско становништво од 18 до 24 године                                                           | 10700    |
| 37  | Женско становништво од 15 до 49 година                                                           | 44466    |
| 38  | Становништво са 60 и више година                                                                 | 11995    |
| 39  | Мушко становништво са 60 и више година                                                           | 5150     |
| 40  | Женско становништво са 60 и више година                                                          | 6845     |
| 41  | Однос између мушкараца и жена                                                                    | 88.78    |
| 42  | Становништво од нуле до 14 година                                                                | 43745    |
| 43  | Становништво од 15 до 64 године                                                                  | 97947    |
| 44  | Становништво од 65 година и више                                                                 | 7991     |
| 45  | Просечан број деце                                                                               | 2.17     |
| 46  | Становништво рођено у ентитету                                                                   | 122573   |
| 47  | Мушко становништво рођено у ентитету                                                             | 58281    |
| 48  | Женско становништво рођено у ентитету                                                            | 64292    |
| 49  | Становништво рођено у другом ентитету                                                            | 26006    |
| 50  | Мушко становништво рођено у другом ентитету                                                      | 11524    |
| 51  | Женско становништво рођено у другом ентитету                                                     | 14482    |
| 52  | Становништво од 5 година и више резидентно у ентитету у јуну 2005. године                        | 126737   |
| 53  | Мушко становништво старосног доба од 5 година и више, резидентно у ентитету у јуну 2005. године  | 58487    |
| 54  | Женско становништво старосног доба од 5 и више година, резидентно у ентитету у јуну 2005. године | 68250    |
| 55  | Становништво од 5 година и више које је живело у другом ентитету у јуну 2005. године             | 5962     |
| 56  | Мушко становништво старије од 5 година које је живело у другом ентитету у јуну 2005. године      | 2859     |
| 57  | Женско становништво старије од 5 година које је живело у другом ентитету у јуну 2005. године     | 3103     |
| 58  | Становништво од 3 године и више које говори аутохтони језик                                      | 4851     |
| 59  | Мушко становништво старо 3 године и више које говори аутохтони језик                             | 2240     |
| 60  | Женско становништво старо 3 године и више које говори аутохтони језик                            | 2611     |
| 61  | Становништво од 3 године и више које говори аутохтони језик и не говори шпански језик            | 24       |
| 62  | Мушко становништво старо 3 године и више које говори аутохтони језик и не говори шпански         | 6        |
| 63  | Женско становништво старо 3 године и више које говори аутохтони језик и не говори шпански језик  | 18       |
| 64  | Становништво старо 3 године и више које говори аутохтони језик и шпански                         | 4478     |
| 65  | Мушко становништво старо 3 године и више које говори аутохтони језик и шпански                   | 2076     |
| 66  | Женско становништво старо 3 године и више које говори аутохтони језик и шпански                  | 2402     |
| 67  | Становништво од 5 година и више које говори аутохтони језик                                      | 4830     |
| 68  | Становништво од 5 година и више које говори аутохтони језик и не говори шпански језик            | 24       |
| 69  | Становништво од 5 година и више које говори аутохтони језик и говори шпански језик               | 4466     |
| 70  | Становништво у домородачким домаћинствима                                                        | 10950    |
| 71  | Становништво са ограничењима у активностима                                                      | 5764     |
| 72  | Становништво са ограниченим ходањем или кретањем, горе или доле                                  | 3100     |
| 73  | Становници са ограничењима вида, чак и уз кориштење сочива                                       | 1609     |
| 74  | Становништво са ограничењима говора, комуникације или конверзације                               | 566      |
| 75  | Становништво са ограниченим слухом                                                               | 588      |
| 76  | Становништво са ограничењима при одевању, купању или јелу                                        | 277      |
| 77  | Становништво са ограничењима у опажању или учењу једноставних ствари                             | 276      |
| 78  | Становништво са менталним ограничењима                                                           | 509      |
| 79  | Становништво без ограничења активности                                                           | 143308   |
| 80  | Становништво од 3 до 5 година које не похађа школу                                               | 4730     |
| 81  | Мушко становништво од 3 до 5 година које не похађа школу                                         | 2431     |
| 82  | Женско становништво од 3 до 5 година које не похађа школу                                        | 2299     |
| 83  | Становништво од 6 до 11 година које не похађа школу                                              | 420      |
| 84  | Мушко становништво од 6 до 11 година које не похађа школу                                        | 217      |
| 85  | Женско становништво од 6 до 11 година које не похађа школу                                       | 203      |
| 86  | Становништво од 12 до 14 година које не похађа школу                                             | 636      |
| 87  | Мушко становништво од 12 до 14 година које не похађа школу                                       | 367      |
| 88  | Женско становништво од 12 до 14 година које не похађа школу                                      | 269      |
| 89  | Становништво од 15 до 17 година похађа школу                                                     | 5804     |
| 90  | Мушко становништво од 15 до 17 година похађа школу                                               | 2727     |
| 91  | Женско становништво између 15 и 17 година живота у школи                                         | 3077     |
| 92  | Становништво од 18 до 24 године похађа школу                                                     | 5558     |
| 93  | Мушко становништво од 18 до 24 године похађа школу                                               | 2591     |
| 94  | Женско становништво од 18 до 24 године похађа школу                                              | 2967     |
| 95  | Становништво од 8 до 14 година које не може да чита и пише                                       | 479      |
| 96  | Мушко становништво старосног доба од 8 до 14 година које не може да чита и пише                  | 276      |
| 97  | Женско становништво старосног доби од 8 до 14 година које не може да чита и пише                 | 203      |
| 98  | Становништво од 15 година и више које је неписмено                                               | 7601     |
| 99  | Мушко становништво од 15 година и више које је неписмено                                         | 2758     |
| 100 | Женско становништво од 15 година и више које је неписмено                                        | 4843     |
| 101 | Становништво старо 15 и више година без школовања                                                | 8120     |
| 102 | Мушко становништво старо 15 и више година без школовања                                          | 3094     |
| 103 | Женско становништво старо 15 и више година без школовања                                         | 5026     |
| 104 | Становништво старосног доба 15 и више година са непотпуним основним образовањем                  | 10953    |
| 105 | Мушко становништво старосног доба од 15 година и више са непотпуном основним образовањем         | 4992     |
| 106 | Женско становништво старосног доба 15 и више година са непотпуном основним образовањем           | 5961     |
| 107 | Становништво старо 15 и више година са комплетним основним образовањем                           | 18613    |
| 108 | Мушко становништво старо 15 година и више са комплетним основним образовањем                     | 8284     |
| 109 | Женско становништво старо 15 и више година са комплетним основним образовањем                    | 10329    |
| 110 | Становништво старосног доба 15 и више година са непотпуним средњим образовањем                   | 4422     |
| 111 | Мушко становништво старосног доба од 15 година и више са непотпуним средњим образовањем          | 2439     |
| 112 | Женско становништво старосног доба од 15 година и више са непотпуним средњим образовањем         | 1983     |
| 113 | Становништво старо 15 и више година са пуним секундарном образовањем                             | 24898    |
| 114 | Мушко становништво старосног доба од 15 година и више са пуним секундарном образовањем           | 11856    |
| 115 | Женско становништво старосног доба од 15 година и више са пуним секундарном образовањем          | 13042    |
| 116 | Становништво старије од 18 година са постосновним образовањем                                    | 34579    |
| 117 | Мушко становништво старије од 18 година са постосновним образовањем                              | 15737    |
| 118 | Женско становништво старије од 18 година са постосновним образовањем                             | 18842    |
| 119 | Просечна оцена школовања                                                                         | 8.62     |
| 120 | Просечан ниво образовања мушке популације                                                        | 8.74     |
| 121 | Просечан ниво образовања женског становништва                                                    | 8.52     |
| 122 | Економски активно становништво                                                                   | 64931    |
| 123 | Економски активна мушка популација                                                               | 39755    |
| 124 | Економски активна женска популација                                                              | 25176    |
| 125 | Становништво које није економски активно                                                         | 48818    |
| 126 | Мушко становништво које није економски активно                                                   | 12231    |
| 127 | Женско становништво које није економски активно                                                  | 36587    |
| 128 | Запослено становништво                                                                           | 62089    |
| 129 | Запослено мушко становништво                                                                     | 37728    |
| 130 | Запослено женско становништво                                                                    | 24361    |
| 131 | Незапослена популација                                                                           | 2842     |
| 132 | Незапослена мушка популација                                                                     | 2027     |
| 133 | Незапослена женска популација                                                                    | 815      |
| 134 | Становништво без права на здравствене услуге                                                     | 73146    |
| 135 | Становништво које има право на здравствене услуге                                                | 76310    |
| 136 | Становништво које има право на ИМСС                                                              | 32714    |
| 137 | Становништво које има право на социјално осигурање                                               | 8648     |
| 138 | Становништво које има право на државно социјално осигурање                                       | 116      |
| 139 | Становништво које има право на опште осигурање или здравствено осигурање за нову генерацију      | 33865    |
| 140 | Становништво које је било једном или није било у браку током 12 година и више                    | 39342    |
| 141 | Венчано или уједињено становништво од 12 година и више                                           | 62448    |
| 142 | Становништво које је било у браку или уједињено 12 година и више                                 | 12251    |
| 143 | Становништво са католичком религијом                                                             | 129341   |
| 144 | Протестанти, еванђелисти и библијски следбеници различити од еванђелиста                         | 13765    |
| 145 | Становништво са другим религијама различитим од претходних                                       | 168      |
| 146 | Становништво без религије                                                                        | 5041     |
| 147 | Укупно пописаних домаћинства                                                                     | 37698    |
| 148 | Пописна домаћинства на челу са мушкарцима                                                        | 26688    |
| 149 | Пописна домаћинства на челу са женама                                                            | 11010    |
| 150 | Становништво у пописним домаћинствима                                                            | 149301   |
| 151 | Становништво у пописним домаћинствима на челу са мушкарцима                                      | 111967   |
| 152 | Становништво у пописним домаћинствима на челу са женама                                          | 37334    |
| 153 | Укупно домаћинстава                                                                              | 49980    |
| 154 | Укупно насељених домаћинстава                                                                    | 38322    |
| 155 | Укупно приватних кућа                                                                            | 49356    |
| 156 | Насељени приватни домови                                                                         | 37698    |
| 157 | Укупно насељених приватних кућа                                                                  | 38314    |
| 158 | Ненасељене приватне куће                                                                         | 9913     |
| 159 | Појединачна домаћинства за привремену употребу                                                   | 1745     |
| 160 | Становници у насељеним приватним кућама                                                          | 149301   |
| 161 | Насељеност станара у приватним становима                                                         | 3.96     |
| 162 | Просечно становника по соби у приватним насељеним домаћинствима                                  | 1.04     |
| 163 | Појединачна домаћинства са подовима од различитих материјала од земље                            | 36147    |
| 164 | Појединачна домаћинства у приземљу                                                               | 1380     |
| 165 | Појединачна домаћинства са једном спаваћом собом                                                 | 12552    |
| 166 | Појединачна домаћинства са две спаваће собе и више                                               | 25001    |
| 167 | Појединачна домаћинства са једним собом                                                          | 2384     |
| 168 | Појединачна домаћинства са две собе                                                              | 5863     |
| 169 | Појединачна домаћинства са 3 собе и више                                                         | 29265    |
| 170 | Појединачна домаћинства која имају електрично светло                                             | 37034    |
| 171 | Појединачна домаћинства која немају електрично светло                                            | 531      |
| 172 | Појединачна домаћинства која имају водоводну воду у стамбеном простору                           | 35255    |
| 173 | Појединачна домаћинства која немају водоводну воду у стамбеном простору                          | 2247     |
| 174 | Појединачна домаћинства која имају тоалет                                                        | 36713    |
| 175 | Појединачна домаћинства која имају канализацију                                                  | 35795    |
| 176 | Појединачна домаћинства која немају канализацију                                                 | 1682     |
| 177 | Појединачна домаћинства која имају електрично светло, довод воде из јавне мреже и канализацију   | 34049    |
| 178 | Појединачна домаћинства без икаквих услова                                                       | 439      |
| 179 | Појединачна домаћинства која имају радио                                                         | 31714    |
| 180 | Појединачна домаћинства која имају телевизор                                                     | 35701    |
| 181 | Појединачна домаћинства која имају фрижидер                                                      | 29541    |
| 182 | Појединачна домаћинства која имају машину за веш                                                 | 21092    |
| 183 | Појединачна домаћинства која имају аутомобил или комби                                           | 17380    |
| 184 | Појединачна домаћинства која имају рачунар                                                       | 9196     |
| 185 | Појединачна домаћинства која имају фиксну телефонску линију                                      | 15431    |
| 186 | Појединачна домаћинства која имају мобилни телефон                                               | 26076    |
| 187 | Појединачна домаћинства која имају приступ интернету                                             | 5948     |